# Campionato italiano di hockey su prato indoor
Il campionato italiano maschile di hockey su prato indoor è una manifestazione sportiva annuale organizzata dalla Federazione Italiana Hockey.
La strutturazione del campionato si divide in un'unica "indoor league" con tutte le squadre iscritte, più i campionati giovanili Under-21, Under-17 e Under-14, nelle quali le squadre sono divise in diversi gironi.

## Albo d'oro
- 1972 -  CUS Torino
- 1973 -  Vigevano
- 1974 -  CUS Padova
- 1975 -  CUS Padova
- 1976 -  Eur
- 1977 -  CUS Torino
- 1977/78 -  CUS Torino
- 1978/79 -  Amsicora
- 1979/80 -  CUS Torino
- 1980/81 -  Amsicora
- 1981/82 -  Villafranca
- 1982/83 -  Eur
- 1983/84 -  Eur
- 1984/85 -  Eur
- 1985/86 -  Villafranca
- 1986/87 -  Villafranca
- 1987/88 -  Villafranca
- 1988/89 -  Amsicora
- 1989/90 -  Amsicora
- 1990/91 -  Eur
- 1991/92 -  Amsicora
- 1992/93 -  Villafranca
- 1993/94 -  Cernusco
- 1994/95 -  Cernusco
- 1995/96 -  Cernusco
- 1996/97 -  CUS Bologna
- 1997/98 -  CUS Torino
- 1998/99 -  CUS Bologna
- 1999/00 -  Roma
- 2000/01 -  Roma
- 2001/02 -  CUS Bologna
- 2002/03 -  Roma
- 2003/04 -  Roma
- 2004/05 -  UHC Adige
- 2005/06 -  Roma
- 2006/07 -  Roma
- 2007/08 -  Bra
- 2008/09 -  CUS Bologna
- 2009/10 -  Bra
- 2010/11 -  CUS Padova
- 2011/12 -  Bra
- 2012/13 -  CUS Bologna
- 2013/14 -  Roma
- 2014/15 -  Bra
- 2015/16 -  Bra
- 2016/17 -  Bra
- 2017/18 -  HT Bologna
- 2018/19 -  Bra
- 2019/20 -  Bra
- 2021/22 -  Valchisone
- 2022/23 -  Bondeno
- 2023/24 -  Valchisone
- 2024/25 -  Bra

### Vittorie per squadra
| Squadra     | Campionati vinti |
| ----------- | ---------------- |
| Bra         | 9                |
| Roma        | 7                |
| Amsicora    | 5                |
| CUS Bologna | 5                |
| CUS Torino  | 5                |
| Eur         | 5                |
| Villafranca | 5                |
| Cernusco    | 3                |
| CUS Padova  | 3                |
| Valchisone  | 2                |
| Bondeno     | 1                |
| HT Bologna  | 1                |
| UHC Adige   | 1                |
| Bonomi      | 1                |